# 219 f.Kr.

## Händelser

### Efter plats

#### Egypten
- Efter att en av Ptolemaios IV:s bästa befälhavare har övergivit honom är Egyptens syriska territorier allvarligt hotade av Antiochos III, vilket inleder det fjärde syriska kriget. När den seleukidiske härskaren erövrar de viktiga medelhavshamnstäderna Seleucia Pieria, Tyros och Ptolemais inleder Ptolemaios IV:s rådgivare Sosibios och de ptolemaiska hovet en rad förhalande förhandlingar med fienden, medan den ptolemaiska armén får intensiv träning och omorganisering.
- Den förre kungen av Sparta, Kleomenes III, flyr från sitt fängelse i Egypten, men efter att ha misslyckats med att inleda ett uppror i Alexandria tar han sitt eget liv.

#### Romerska republiken
- Romarna utökar sin inflytelsesfär runt Adriatiska havet ända till Histriahalvön genom att besegra och lägga under sig de folk, som lever öster om venetierna. Därmed ligger hela Italien söder om Alperna, förutom Ligurien och övre Podalen, under romerskt styre.

#### Karthago
- Hannibal anfaller Saguntum vilket inleder det andra puniska kriget mellan Karthago och Rom. Saguntum är en självständig iberisk stad söder om floden Ebro. I det avtal, som har slutits mellan Rom och Karthago 226 f.Kr. har Ebro satts som nordlig gräns för Karthagos inflytande på Iberiska halvön. Saguntum ligger söder om floden, men romarna har "vänskap" med denna stad och betraktar det karthagiska anfallet mot den som en krigshandling. Belägringen av Saguntum varar i åtta månader och under den blir Hannibal allvarligt sårad. Romarna, som skickar sändebud till Karthago i protest, kräver att Hannibal skall kapitulera.

#### Grekland
- Den romerska senaten skickar konsuln Lucius Aemilius Paullus med en armé till Illyrien. När den illyriske ledaren Demetrios från Faros uppäcker romarnas planer låter han avrätta de illyrier, som motsätter sig hans styre, befäster Dimale och beger sig till Faros. Efter att den romerska flottan under Lucius Aemilius Paullus har belägrat Dimale i flera dagar erövrar de staden genom stormning. Från Dimale fortsätter den romerska flottan till Faros där de romerska styrkorna krossar illyrierna. Demetrios flyr till Makedonien där han snart blir högt uppsatt rådgivare vid kung Filip V:s hov.
- Den kretensiska staden Kydonia går med i den aitoliska alliansen.

#### Kina
- Qin Shi Huang beordrar sina generaler att erövra nuvarande Guangdong och Guangxi.

## Avlidna
- Kleomenes III, spartansk kung från 235 till 222 f.Kr., som har omorganiserat Spartas politiska struktur och utan framgång har kämpat för att krossa det akaiska förbundet